# Ray Alexander: A Taste for Justice
Ray Alexander: A Taste for Justice è un film per la televisione del 1994 diretto da Gary Nelson.
È un film giallo statunitense con Louis Gossett Jr., James Coburn e Tracy Nelson. È incentrato sulle vicende dell'investigatore privato di San Francisco Ray Alexander (interpretato da Louis Gossett Jr.).

## Produzione
Il film, diretto da Gary Nelson su una sceneggiatura di Dean Hargrove, fu prodotto da Hillard Elkins e Peter Katz per la Dean Hargrove Productions, la Elkins Entertainment, la Logo Entertainment e la Viacom Productions e girato a Los Angeles e San Francisco in California. Il titolo di lavorazione fu Ray Alexander: Murder in Mind.

## Distribuzione
Il film fu trasmesso negli Stati Uniti il 13 maggio 1994 sulla rete televisiva NBC. È stato distribuito anche in Germania il 26 giugno 1995 con il titolo Mörderisches Menü.